# ルイス・アルヴェス・デ・リマ・エ・シルヴァ (カシアス公爵)
カシアス公爵ルイス・アルヴェス・デ・リマ・エ・シルヴァ（ポルトガル語: Luís Alves de Lima e Silva, Duque de Caxias, IPA: [kaˈʃiɐs]、1803年8月25日 - 1880年5月7日）は、ブラジル帝国の軍人、王党派政治家。｢仲裁者」や「鉄公爵｣とあだ名される。父のフランシスコ・デ・リマ・エ・シルヴァやおじのジョゼ・ジョアキン・デ・リマ・エ・シルヴァと同じく軍人の道を歩み、1823年には若い士官としてブラジル独立戦争でポルトガルと戦い、続くシスプラティーナ戦争では南部のシスプラチナ州で分離主義者と3年間戦った。1831年の皇帝ペドロ1世に対する抗議では父とおじがペドロ1世を批判したのに対し、カシアスはペドロ1世を支持した。その後、ペドロ1世はわずか5歳の息子ペドロ2世に譲位したが、カシアスはペドロ2世に剣術と馬術を教え、ペドロ2世の信頼を得た。
ペドロ2世の幼少期、ブラジルを統治した摂政たちは無数の反乱に直面した。今度も反乱軍に同情的な父などの親族と違い、1839年から1845年まで王党派の軍勢を率いてバライアダ、1842年自由主義反乱、ファラーポス戦争を次々と鎮圧した。1851年、カシアスはブラジル軍を率いてラプラタ戦争でアルゼンチン連合に勝利した。そのおよそ10年後にはパラグアイ戦争で元帥としてブラジル軍を勝利に導いた。カシアスは褒賞としてブラジル貴族に叙された。彼は1841年に男爵、1845年に伯爵、1852年に侯爵、そして1869年には公爵に叙され、ペドロ2世が統治した58年間においてブラジルの公爵に叙された唯一の人物になった。
1840年代初期、カシアスは反動党に加入、1846年に上院議員に当選した。反動党はその後「秩序党」、ついで保守党に改名された。ペドロ2世は1856年にカシアスを閣僚評議会議長（首相）に任命した。カシアスは1861年に再び首相に短期間就任したが、保守党が議会で少数派に陥ったことで首相の位を追われた。その後の数十年にわたり、カシアスは保守党の台頭と頂点、そして内部分裂による衰退を経歴した。1875年には三たび首相に就任した。カシアスは健康の悪化により1880年5月に死去した。
死後、特に帝政が崩壊した後、カシアスの名声はエルヴァル侯爵のそれより低かった。その後は再評価が進み、1925年にはカシアスの誕生日がブラジル軍を記念する兵士の日に指定された。1962年3月13日にはカシアスがブラジル軍の伝統の代表者として、軍の保護者と定められた。歴史家はカシアスを評価し、一部はブラジル軍で最高の軍人という評価を下した。

## 初期の経歴

### 出自

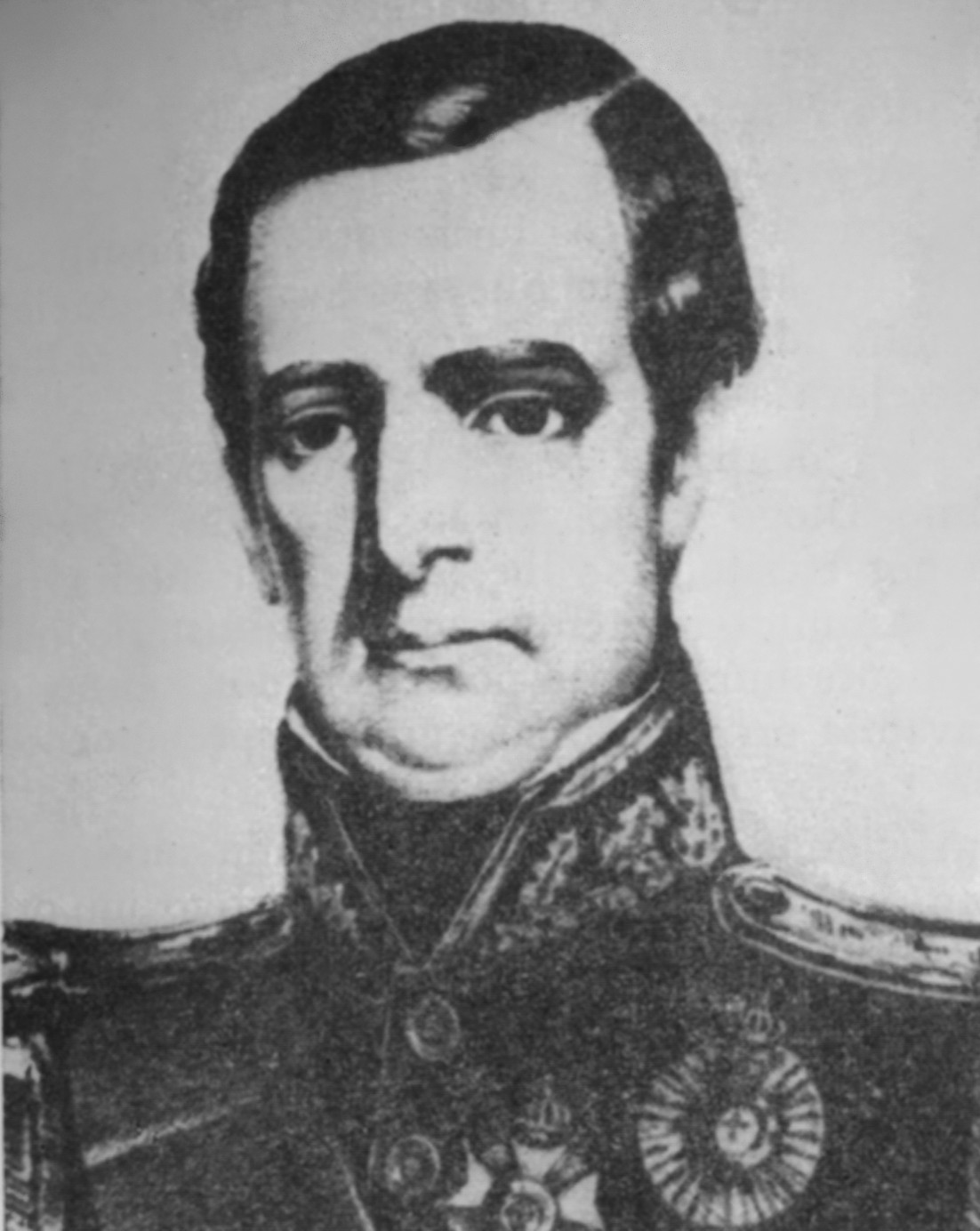
カシアスの父フランシスコ・デ・リマ・エ・シルヴァ、1850年頃。

ルイス・アルヴェス・デ・リマ・エ・シルヴァは1803年8月25日にポルトガル領ブラジルのリオデジャネイロ総督領（後に州に昇格）のサン・パウロ農場（São Paulo、現ドゥケ・デ・カシアス市内）で生まれた。彼は十人兄弟の上から2番目、長男であった。父はフランシスコ・デ・リマ・エ・シルヴァ、母はマリアナ・カンディド・デ・オリヴェイラ・ベロ（Mariana Cândido de Oliveira Belo）だった。名付け親は父方の祖父ジョゼ・ジョアキン・デ・リマ・ダ・シルヴァ（José Joaquim de Lima da Silva）と母方の祖母アナ・キテリア・ジョアキナ（Ana Quitéria Joaquina）だった。幼少期は母方の祖父ルイス・アルヴェス・デ・フレイタス（Luís Alves de Freitas）が所有するサン・パウロ農場で過ごした。教育については当時一般的に行われるように家で受けた可能性があり、祖母のアナ・キテリアから読み書きの教育を受けた可能性がある。
祖父のジョゼ・ジョアキンはポルトガルの軍人で、1767年にブラジルに移住した。彼はブラジルとリオデジャネイロ総督領の首都リオデジャネイロ市に居住した。彼は貴族でも、貴族の末裔でもなく、出世が引き立てや家族間の間柄に頼っている情勢において後援者に欠いた。いずれにしても、彼はブラジルの南部国境でスペイン人と戦ったことで、現地に影響力を有する家族の女性と結婚して、リオデジャネイロに上流社会に入ることに成功した。
1808年にポルトガル王家がリオデジャネイロに到着したことでリマ家の運命ががらりと変わった。国王ジョアン6世は一連の征服戦争をおこし、北のフランス領ギアナと南のシスプラチナを併合してブラジルの領土を拡大した（ポルトガルによるフランス領ギアナ征服、ポルトガルによるバンダ・オリエンタル征服）。1818年までにルイス・アルヴェスの親族で戦争に参戦した軍人は全て貴族に叙された。祖父のジョゼ・ジョアキンはキリスト騎士団の一員になり、｢王家の騎士貴族｣（Fidalgo Cavaleiro da Casa Real）に叙された。父のフランシスコ・デ・リマやおじも栄典を受けた。リマ家は2代で平民から称号無しの貴族に昇格したのであった。

### 軍人として教育を受ける
1808年5月22日、ルイス・アルヴェスは5歳で第1リオデジャネイロ歩兵連隊の士官候補生として兵籍に入った。兵籍に入れたことについて、歴史家のアドリアナ・バリェト・デ・ソウザ（Adriana Barreto de Souza）は「これは彼が子供のときから従軍したとは意味しなかった。彼の連隊との関連は儀礼的なものであり｣、軍人の息子としての特典である、という見解を述べた。この連隊には彼の父や祖父などリマ家の多くの人物が従軍したため、非公式に「リマ連隊」と呼ばれた。
1811年、ルイス・アルヴェスは両親とともに祖父母の農場からリオデジャネイロに移住、聖ジョアキン学校（Seminário São Joaquim、1837年にペドロ2世学校に改名）に入学した。1818年5月4日、王立軍事アカデミーに入学した。課程は7年間にわたり、砲兵と工兵は7年間の授業を全て受ける必要があったが、歩兵が必ず受けなければならないのは1年目と5年目のみだった。ルイス・アルヴェスは1818年に1年目の授業を、1819年に5年目の授業を受けた。それ以外の授業は受けなくてもよかったが、彼は1820年に2年目の授業を、1821年に3年目の授業を受けた。彼が王立軍事アカデミーで受けた授業は算数、代数学、幾何学から軍事戦術、軍事戦略、野営、戦役における築城術、地形偵察と多岐にわたった。彼は1818年10月12日に陸軍少尉（alferes）に、1820年11月4日に陸軍中尉（tenente）に昇進した。
ルイス・アルヴェスは教養のある学生だったが、新入生へのいじめでよく叱責された。彼は時間が経つとともに分別のある人に成長し、やがて同級生から責任感のある誠実な人と評価されるようになった。彼の姿は一般人のそれであり、顔は丸く、髪と目は茶色で、中背であった。ルイス・アルヴェスの姿は平凡だったが、そのふるまいは非凡であった。歴史家のトマス・ウィガム（Thomas Whigham）によると、ルイス・アルヴェスは「若いころに命令を下すこつを心得た。彼はしみひとつない服をきて、その言葉遣いは穏やかで礼儀正しく、そして円滑に自制している。沈着冷静で権威を放出しているようだ」という。

## 戦争と軍事危機

### ブラジル独立戦争
本来ならば、ルイス・アルヴェスは1822年3月より王立軍事アカデミーの4年目の授業を受ける予定だったが、彼は1821年12月に退学して第1ウサルド大隊に従軍した。国王ジョアン6世の息子で王太子だったペドロが1822年9月7日にポルトガルとの戦いをおこした。これが後にブラジル独立につながる闘争となった。王太子ペドロは10月12日に初代ブラジル皇帝ペドロ1世として、歓呼で迎えられた。ポルトガルを支持したブラジル人とポルトガル人の軍勢はペドロの即位を受け入れず、ブラジル各地で戦闘が勃発した。
1823年1月18日、ペドロ1世は皇帝大隊という選りすぐりのエリート歩兵隊を設立した。大隊の指揮官はルイス・アルヴェスのおじのジョゼ・ジョアキン・デ・リマ・エ・シルヴァ大佐であり、ルイス・アルヴェスも副官として大隊に加入した。1月28日、皇帝大隊はブラジル北東部のバイーア州に派遣され、ほかの部隊とともにフランス出身のピエール・ラバトゥの指揮下におかれた。ブラジル帝国軍は当時ポルトガルに占領されていたバイーア州の首都サルヴァドールを包囲した。包囲の最中、ルイス・アルヴェスは少なくともポルトガルの陣地に対する攻撃に3回参加し（3月28日、5月3日、6月3日）、いずれも成功した。うち3月28日の戦闘ではポルトガルの掩蔽壕への突撃を率いた。
バイーア戦役の最中、階級の高い士官がラバトゥに反乱をおこし、ラバトゥは捕虜にされリオデジャネイロに送還された。ルイス・アルヴェスが陰謀に加担した可能性は低いが、おじのジョアキン・デ・リマはほぼ確実に陰謀に加担しており、士官たちよりラバトゥの後任に選ばれた。戦役は再開したが、ポルトガル軍はサルヴァドールから撤退して本国に戻った。7月2日、ブラジル軍はサルヴァドールに入城した。皇帝大隊はリオデジャネイロに戻り、ルイス・アルヴェスは1824年1月22日に大尉（capitão）に昇進した。

### シスプラティーナ戦争と退位危機

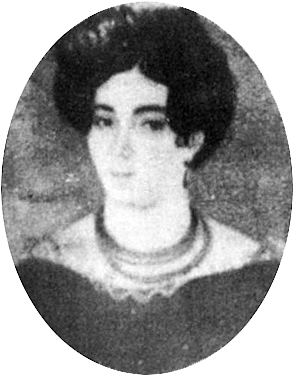
カシアスの婚約者だった可能性があるイスパノアメリカ人マリア・アンジェラ・フリオル・ゴンサレス・ルナ。

最後に降伏したポルトガル駐留軍は当時ブラジル最南部の州であったシスプラチナ州の首都モンテビデオの駐留軍だった（モンテビデオ包囲戦）。1825年、シスプラチナ州の分離主義者が反乱を起こし、リオ・デ・ラ・プラタ連合州(en))（後のアルゼンチン）はシスプラチナの併合を企図した。ブラジルが宣戦布告し、シスプラティーナ戦争が勃発した。ルイス・アルヴェスが所属した皇帝大隊は当時反乱軍に包囲されていたモンテビデオの守備に派遣された。彼は1827年中に反乱軍とたびたび戦った（2月7日、7月5日、7月7日、7月14日、8月5日、8月7日）。
戦争は1828年にブラジルがシスプラチナを放棄するという壊滅的な結果に終わり、シスプラチナはウルグアイとして独立した。ルイス・アルヴェスは1828年12月2日に少佐（major）に昇進、1829年初に皇帝大隊の副司令官に任命された。彼はモンテビデオ滞在中にマリア・アンジェラ・フリオル・ゴンサレス・ルナ（María Ángela Furriol González Luna）という女性に出会ったが、2人が婚約した可能性がある（結婚には至らなかった）。リオデジャネイロに戻ると、皇帝ペドロ1世の立場が悪化しているという情勢に直面した。やがてペドロ1世への反対が1831年4月6日のリオデジャネイロ商業地区にあるカンポ・デ・サンタナでの大規模な抗議につながった。ルイス・アルヴェスの父やおじたち率いる部隊などが抗議に加入すると、情勢がさらに険悪になった。
皇帝はルイス・アルヴェスを皇帝大隊の指揮官に任命することを検討した。彼はルイス・アルヴェスにどの立場をとるかを問うた。歴史家のフランシスコ・ドラティオトによると、ルイス・アルヴェスは「父の愛と皇帝への義務の間は後者を選ぶ」と答えたという。ペドロ1世は彼の忠誠に感謝したが、彼に皇帝大隊を率いてカンポ・デ・サンタナに向かい、反乱者に加入することを命じた。ペドロ1世は流血よりも退位を選んだのだった。数十年後、ルイス・アルヴェスはブラジル上院でこう述べた。「私は（ペドロ1世からの）適格な命令に専念して、皇帝大隊とともにカンポ・デ・サンタナに向かった。私は革命家ではない。私は（ペドロ1世の）退位を尊重する。私はそれがブラジルにとって利益になると判断したが、直接的にも間接的にもそれに同意しなかった。」。

### トラブルの時代

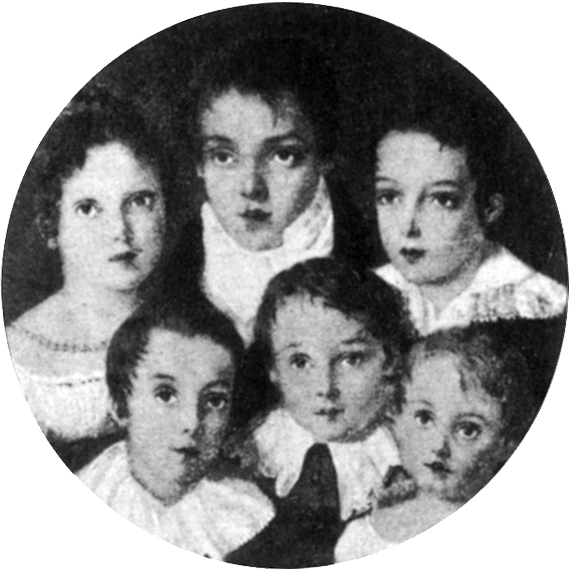
カシアスの妻アナ・ルイサ・デ・ロレト・カルネイロ・ヴィアナ（Ana Luísa de Loreto Carneiro Viana、右下）の幼少期、兄弟姉妹とともに

皇帝に即位したペドロ2世がわずか5歳だったため、彼が成年して自分で統治できる能力を有するまで、ルイス・アルヴェスの父を含む3人の摂政が選出された。摂政に実質的な権威がなかったため、結果的にはブラジルが反乱やクーデターの試みが頻発した混乱の9年間に陥った。歴史家のC・H・ハーリング（C. H. Haring）によると、ブラジル軍は「四月革命（ペドロ1世の退位）で演じた模範的から程遠かった役割で士気をくじかれ、扇動家の手近かな道具に化してしまい、暴動の原因になることも多かった」政府は常備軍の規模を大きく縮小させ、新しく設立された国民衛兵という民兵隊に実質的に取って代わられた。1831年7月、指揮する部隊がないルイス・アルヴェスやほかの士官は志願兵士士官大隊に兵士として参加した。ルイス・アルヴェスは大隊の副指揮官として、10月7日にイリャ・ダス・コブラスで海軍砲兵の反乱を鎮圧した。1年後の1832年10月18日、永久地方衛兵部隊（Corpo de Guardas Municipais Permanentes）、すなわちリオデジャネイロ市警察の指揮官に就任した。
1833年1月6日、29歳のルイス・アルヴェスは友人の士官の妹でリオデジャネイロの貴族家系出身のアナ・ルイサ・デ・ロレト・カルネイロ・ヴィアナ（Ana Luísa de Loreto Carneiro Viana）と結婚した。アナ・ルイサの母はルイス・アルヴェスの家系を成り上がりとしてみていたため結婚に反対した。リマ家の政敵と関連をもった新聞はこれを利用して、ルイス・アルヴェスに「アナ・ルイサを誘拐した」などの重大ながら事実無根の疑いをかけた。このような悪口もあったが、夫婦仲は良好で、3人の子女をもうけた：1833年生まれのルイサ・デ・ロレト・ヴィアナ・デ・リマ（Luísa de Loreto Viana de Lima）、1836年生まれのアナ・デ・ロレト・ヴィアナ・デ・リマ（Ana de Loreto Viana de Lima）、そして1847年生まれのルイス・アルヴェス・デ・リマ・エ・シルヴァ（Luís Alves de Lima e Silva）。
1830年代末、ルイス・アルヴェスはペドロ2世に剣術と馬術を教える教師に任命された。2人が接近したのは職務によるものだったが、2人の友情は長続きした。ペドロ2世は後にルイス・アルヴェスを「忠誠であり、わが友」としてみたと述べた。歴史家のエイトル・リラ（Heitor Lira）によると、ルイス・アルヴェスは「数少ない、真摯で心からの王党派、王（皇帝）と王朝（ブラガンサ家）の友であった。彼が自身の力を用いたのは統一した強いブラジルのためだけでなく、尊敬するにふさわしい君主のためでもあった」。

## 反乱の鎮圧

### バライアダ

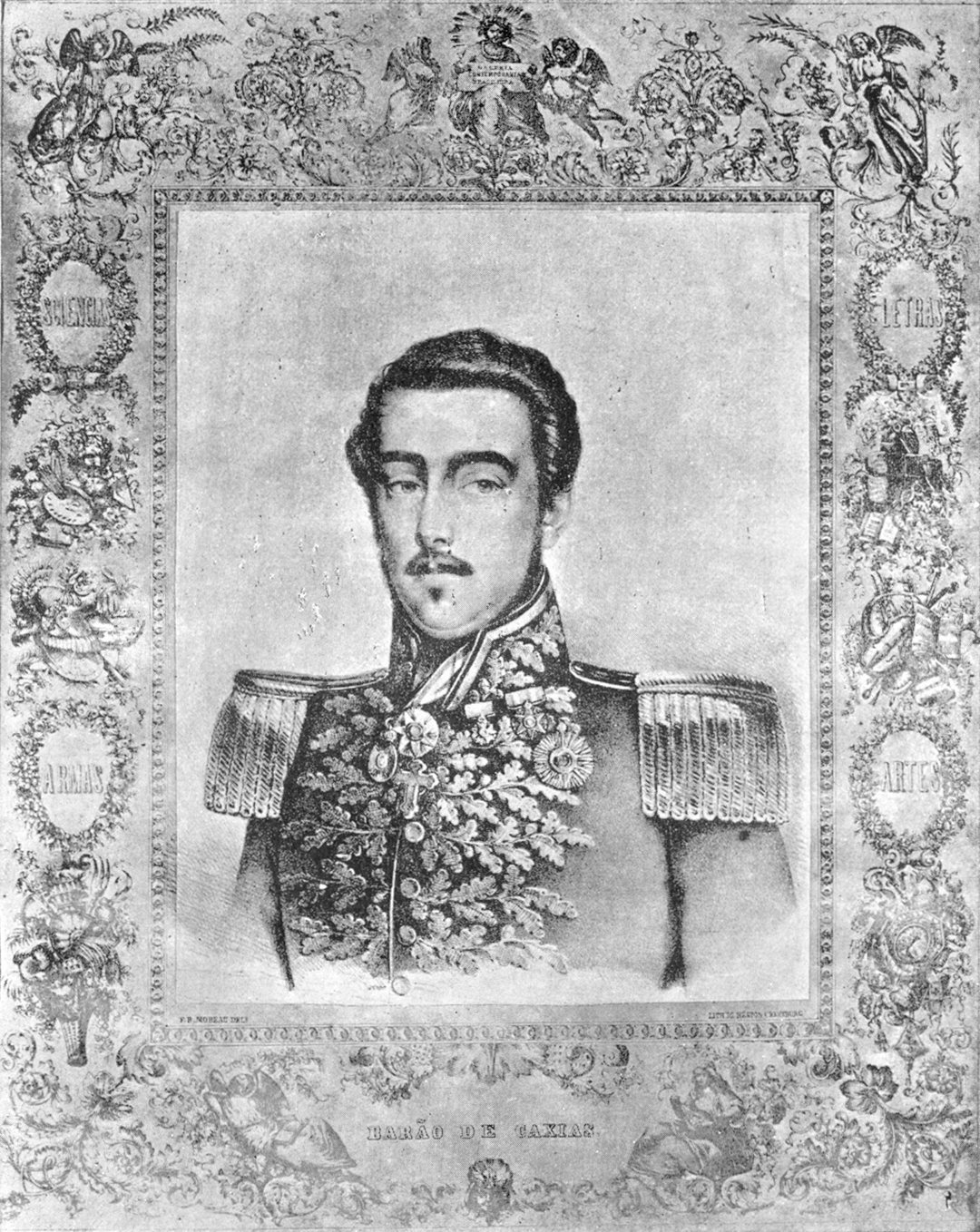
38歳当時のカシアス男爵、1841年頃。

ルイス・アルヴェスは1837年9月12日に中佐（tenente-coronel）に昇進した。彼は永久地方衛兵部隊の指揮官として、警察長官エウゼビオ・デ・ケイロスとともにリオデジャネイロに秩序をもたらした。ケイロスは1837年に与党になった反動党に所属しており、閣僚で反動党の指導者の1人であるベルナルド・ペレイラ・デ・ヴァスコンセロスはルイス・アルヴェスに反動党に入党させようとした。
ルイス・アルヴェスが1839年12月2日に大佐（coronel）に昇進した後、反動党は彼をマラニョン州に派遣して、バライアダと呼ばれる反乱を鎮圧させた。彼はマラニョン州のプレジデンテ（知事、州政府の文民職では最高位）とコマンダンテ・ダス・アルマス（軍指揮官、州政府の軍人職では最高位）に任命された。これにより、彼は同州の国民衛兵と軍（反動党政府が軍を立て直した）を掌握した。
ルイス・アルヴェスは1840年2月4日にマラニョン州の首府サン・ルイスに到着した。彼は数回の戦闘や小競り合いを経て反乱軍を撃破した。この功績により、ルイス・アルヴェスは1841年7月18日に准将（brigadeiro）に昇進、ペドロ2世は彼をカシアス男爵（Barão de Caxias）に叙した。ルイス・アルヴェスには爵位の称号を選ぶというめったに与えられない権利を得た。彼は反乱軍に占領された、マラニョン州で2番目に裕福な都市カシアスを再占領したことを記念して、カシアスを爵位の称号とした。彼の父フランシスコ・デ・リマは彼に手紙を書き、自由派がペドロ2世の成年宣言（ペドロ2世は15歳だった）をすぐに行うよう要求したことを知らせた。一方、オノリオ・エルメト・カルネイロ・レオン（カシアス男爵の妻の遠戚、後のパラナ侯爵。反動党の指導者の1人）はカシアス男爵に手紙を書き、カシアス男爵の父の男爵に対する影響力を低減させようとし、ペドロ2世の成年宣言という憲法に反する提案を支持しないよう説得した。

### 1842年自由主義反乱

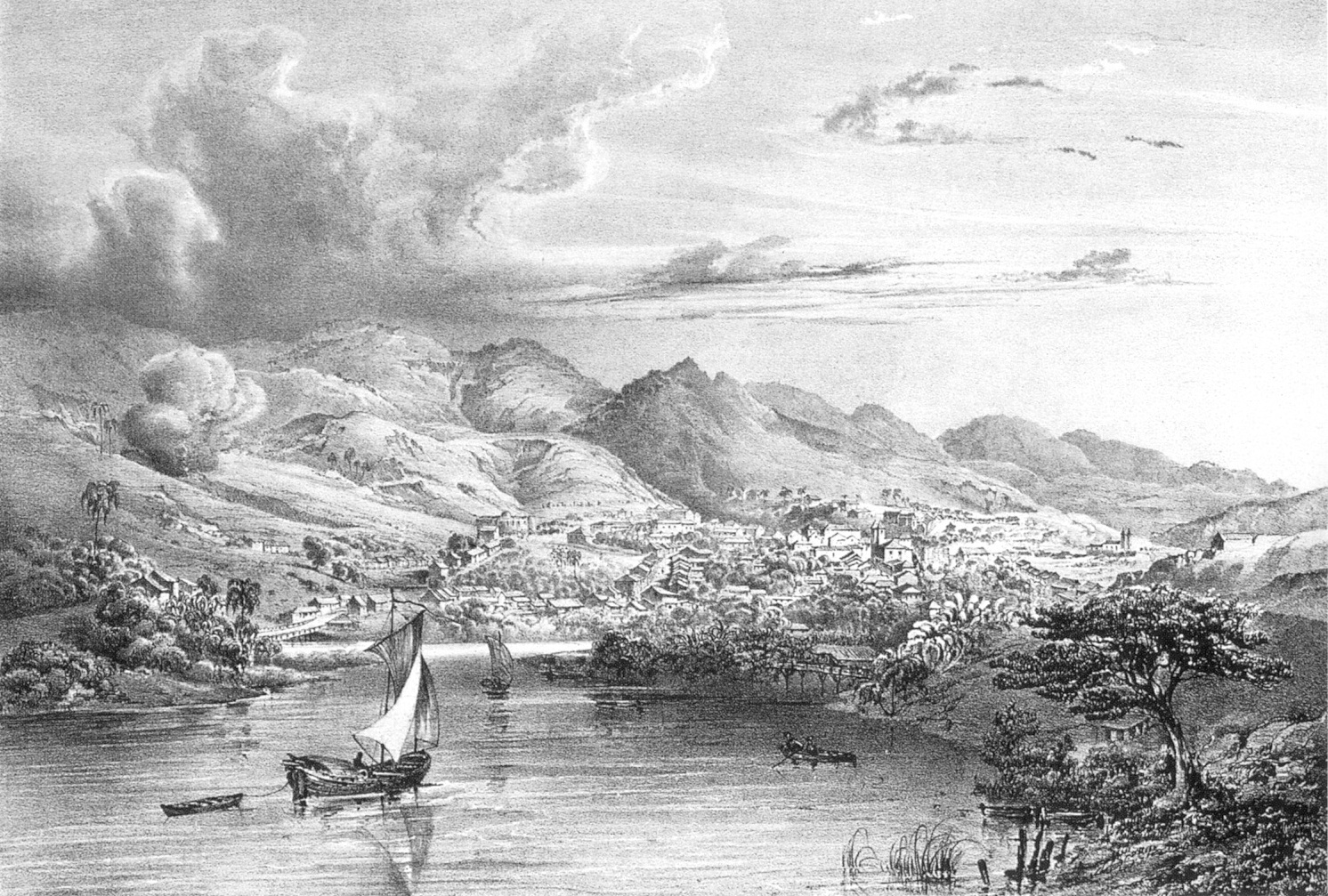
サバラ。1842年自由主義反乱において、カシアス男爵が攻め込んだミナス・ジェライス州の都市。

マラニョン州から戻ってくると、政治情勢が一変していた。フランシスコ・デ・リマの自由党が1840年7月23日にペドロ2世の成人宣言を押し通したのであった。しかし、ペドロ2世が反動党の支配した閣僚評議会の助言を受けて、自由党が大規模に不正した前回の選挙の無効を宣言して再選挙を命じた。これを受けて、自由党は1842年5月にリオデジャネイロ州、サン・パウロ州、ミナス・ジェライス州で反乱を起こした。
サン・パウロ州の副知事と軍指揮官に任命されたカシアスは1842年5月21日に同州に到着した。彼は反乱軍を撃破した後、今度はミナス・ジェライス州の軍指揮官に任命されてそちらに進軍した。リオデジャネイロ知事オノリオ・エルメト・カルネイロ・レオン率いる国民衛兵がかけつけたことでカシアスは再び反乱軍に勝利、8月末には反乱が完全に鎮圧された。1842年7月23日、カシアスはペドロ2世よりエイド＝ド＝カンに叙され、その2日後には名誉昇進で少将に昇進した。
反動派は「無秩序」とみた自由派から距離を置くために、1843年頃より（そして1844年までには確実に）反動党は秩序党（Partido da Ordem）と呼ばれるようになり、その党員はサクアレマ（saquarema）と呼ばれるようになった。カシアスもだんだんとサクアレマのイデオロギーに同調するようになった。サクアレマのイデオロギーとは自由主義、国の権威の維持、そして代議君主制への支持である。カシアスが1839年にマラニョン州の反乱の鎮圧命令を受けたときはサクアレマへの同調が明らかではなかったが、1842年に自由主義反乱を鎮圧したことで秩序党への支持が深まった。

### ファラーポス戦争

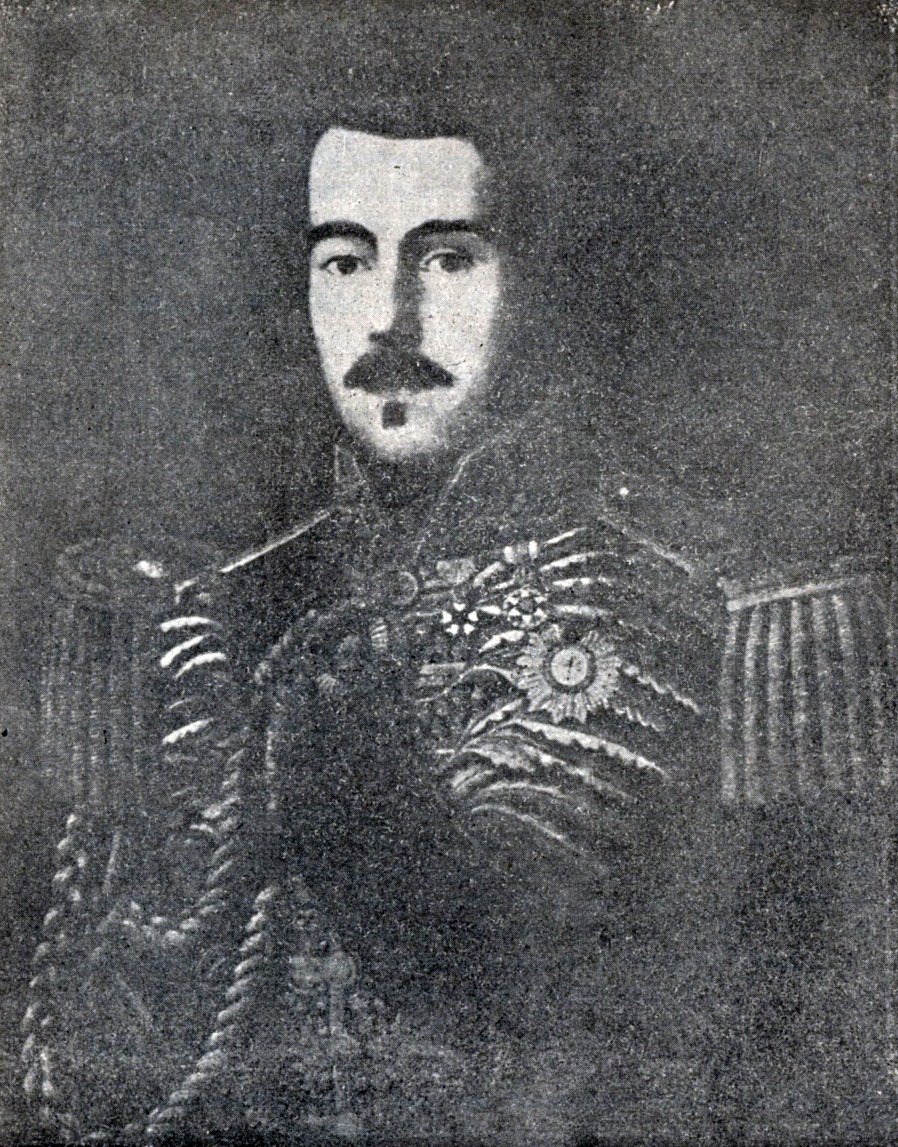
43歳頃のカシアス伯爵、1846年頃。

1835年にリオグランデ・ド・スル州で共和派分離主義者によるファラーポス戦争が勃発したとき、カシアスの伯父の1人が反乱軍に参加した。父のフランシスコ・デ・リマとおそらくカシアスのもう1人の伯父（当時の戦争大臣マヌエル・ダ・フォンセカ・デ・リマ・エ・シルヴァ）も秘密裏に反乱を支持した。1842年9月28日、カシアスはリオグランデ・ド・スル州の知事と軍指揮官に任命された。当時16歳のペドロ2世はカシアスに父と伯父と違うことを証明する機会を与えた。ペドロ2世は「他の革命を終わらせたように、この革命を終わらせよ。」と短く直接に命令した。カシアスはマラニョン州の反乱鎮圧のときと同じように、有名な詩人でサクアレマだったゴンサウヴェス・デ・マガリャンイス（後にアラグアイア子爵）を反乱鎮圧に連れていた。
カシアスは1839年にリオグランデ・ド・スルに短期間滞在して政府軍を視察した。1842年11月に同州に戻ったとき、反乱軍はすでに長年の戦争で弱体化しており、ゲリラ戦を仕掛けるしかなかった。反乱軍は政府軍に脅かされると、毎度のように国境を越えてウルグアイで避難した。カシアスはマラニョン州、サン・パウロ州、ミナス・ジェライス州でとった、敵軍にスパイを放って情報を集めつつ意見の衝突を引き起こすという策を再び使用した。歴史家のロデリック・J・バルマン（Roderick J. Barman）によると、カシアスは「現代でいう対反乱作戦に必要な軍事、組織、政治の才能を示した」。
1843年初、オノリオ・エルメト・カルネイロ・レオンが首相に就任した。サクアレマが政権を掌握している間、カシアスの職も安泰だったが、オノリオ・エルメトは1年後にペドロ2世と争いを起こして、ほかのサクアレマとともに辞任した。自由党が政権をとったが、カシアスは留任した。ファラーポス戦争の鎮圧はそれまでの反乱よりもはるかに時間がかかったが、慎重な交渉と軍事上の勝利により、カシアスはリオグランデ・ド・スル州に平和をもたらした。戦闘の終結は1845年3月1日に宣言された。カシアスは3月25日に（名誉昇進ではなく永久の階級として）少将（marechal de campo）に昇進、4月2日に伯爵に叙された。カシアスは上院選挙に立候補、ほかの候補者2人に勝利した。ペドロ2世は1845年末にカシアスをリオグランデ・ド・スル州を代表する上院議員に選んだ。カシアスは1846年5月11日に上院議員に就任した。

## 保守主義

### ラプラタ戦争

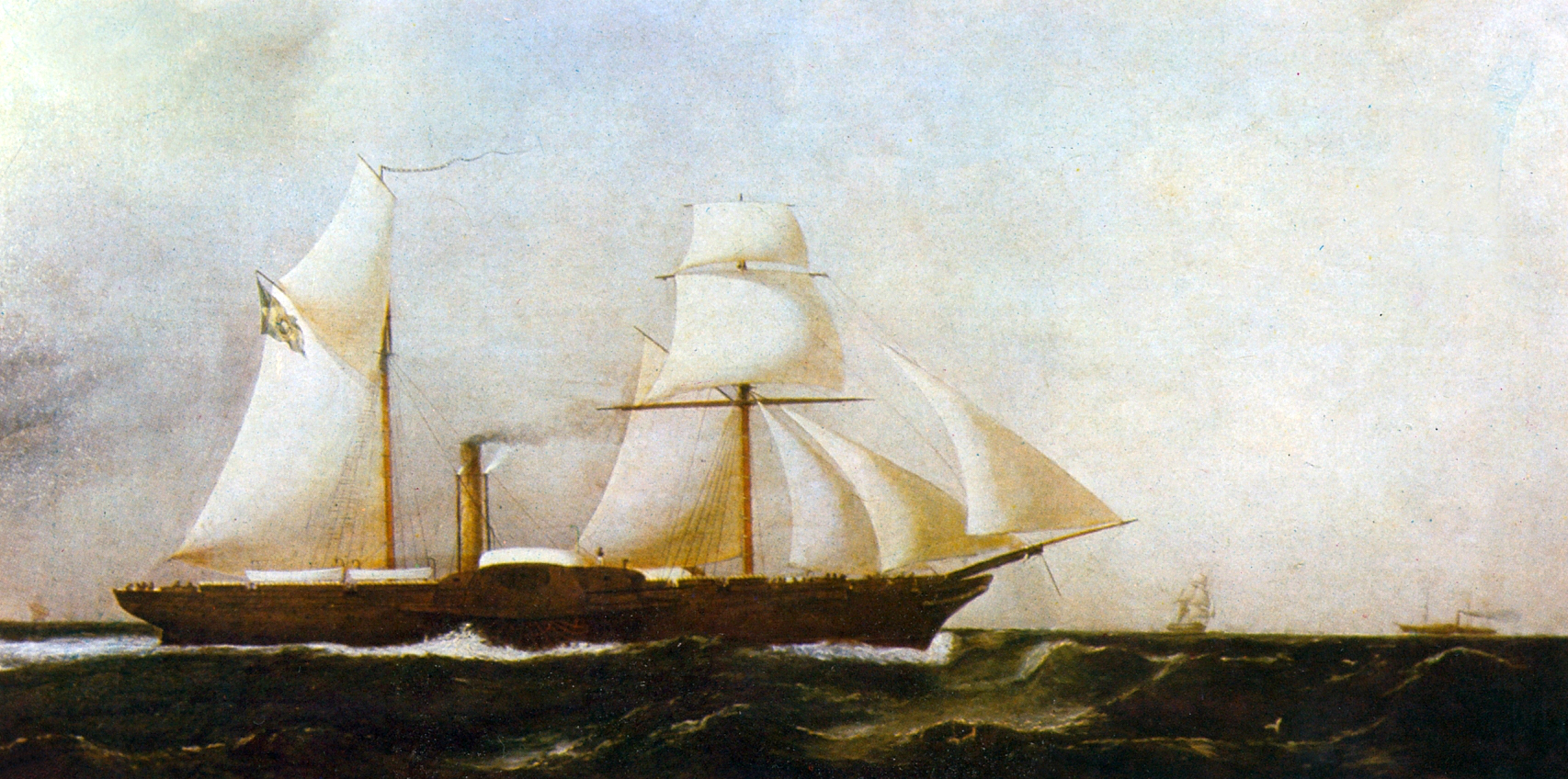
蒸気船ドン・アフォンソ（Dom Afonso）。カシアスはドン・アフォンソに乗ってブエノスアイレスの港を偵察、攻撃を準備した。攻撃は後に取り消された。

数年間野党の座にあった秩序党は1848年9月にペドロ2世より組閣を命じられた。このサクアレマ内閣はエウゼビオ・デ・ケイロスなどカシアスと親しい間柄の者で構成された。この時期のカシアス伯爵は奴隷を所有する裕福な農園主になっており、秩序党の支持層である土地所有貴族の一員となった。カシアスは裕福な義母の助力を借りて、はじめてコーヒー豆の農園を購入した。1849年にはさらに土地を購入して自身のプランテーションを拡大した。国際での需要が増大したため、コーヒーがブラジルの最も価値の高い輸出品物になったのであった。
1851年、アルゼンチン連合の独裁者フアン・マヌエル・デ・ロサスがブラジルに宣戦布告した。カシアス伯爵はブラジル陸軍の総指揮官に任命された。ブラジル外相パウリーノ・ソアレス・デ・ソウザ（後にウルグアイ子爵）はブラジル、ウルグアイとアルゼンチンの反乱州の間で反ロサス同盟を結成した。パウリーノ・ソアレスがブラジル代表の人選をカシアスに聞くと、カシアスはオノリオ・エルメトを推薦した。1844年に失脚した後に同僚から排斥されたオノリオ・エルメトは当時カシアスと最も親しいサクアレマだった。
1851年9月、カシアス率いる軍勢がウルグアイに侵入した。同盟軍は二手に分かれた。1つはブラジルの1個師団やウルグアイ、アルゼンチン反乱州の軍勢を含む多国籍軍で、もう1つはカシアス率いる、ブラジル軍のみで構成された部隊であった。カシアスはオノリオ・エルメトの意に反してマヌエル・マルケス・デ・ソウザ（後のポルト・アレグレ伯爵）を多国籍軍の指揮官に任命した。マルケス・デ・ソウザはファラーポス戦争でカシアスの下で従軍しており、カシアスは1839年のリオグランデ・ド・スル滞在中に彼と知り合いになった。マルケス・デ・ソウザ率いる多国籍軍はアルゼンチンに侵攻、1852年2月3日のカセーロスの戦いでロサス率いる軍勢を撃破した。ロサスはイギリスに逃亡、戦争が終結した。また1月17日にはカシアスがジョン・パスコー・グレンフェルとともにフリゲートのドン・アフォンソに乗ってブエノスアイレスの港を視察、上陸作戦の上陸地点を選んだ。しかし、カセーロスの戦いでの勝利の報せが届くと、攻撃は取り消された。戦争での功績により、カシアスは3月3日に中将（tenente-general）に昇進、6月26日に侯爵に叙された。

### パラナ内閣

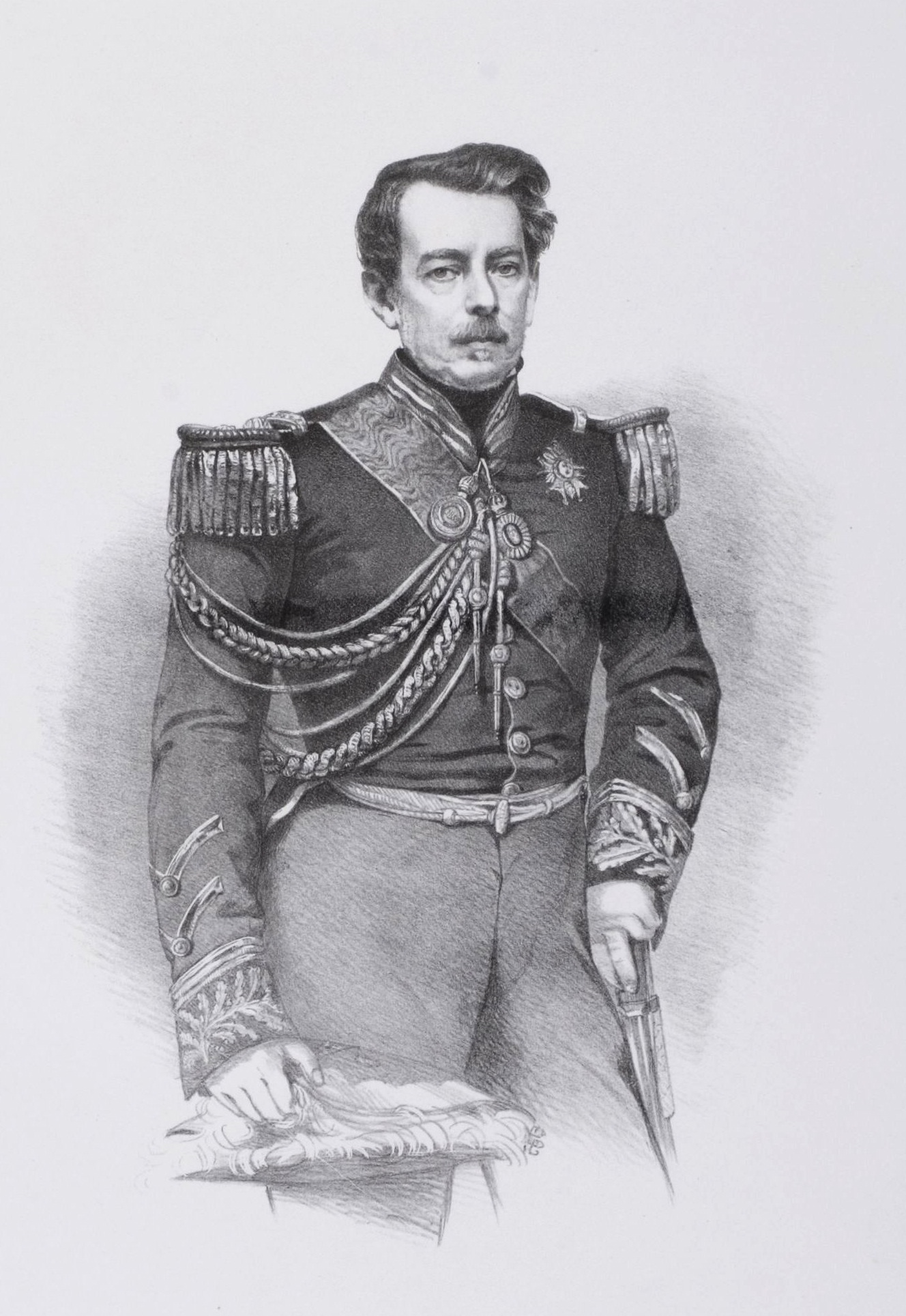
54歳頃のカシアス、1857年頃。

1853年12月、カシアスの父フランシスコ・デ・リマが死去した。親子2人はそれまで度々衝突し、違う立場をとってきたが、結果的には祖父ジョゼ・ジョアキン・デ・リマと同じく常に国王に忠実で、法律を尊重したカシアス侯爵が勝利した。自身の権利により上院議員だったフランシスコ・デ・リマは影響力を失って久しく、重要な官職には長らくついていなかった。それでも、2人の間の手紙で見られるように、フランシスコ・デ・リマとカシアス侯爵は最後までお互いに敬意を表して接した。しかし、カシアス侯爵とほかの親族の関係は憤りで傷つけられており、カシアスは後に妻に「私たちは社会の最前面に置かれ、あなたの親族と私の親族への嫉妬を引き起こした」と話した。
1853年頃より、（そして、1855年までには確実に）旧秩序党が保守党として広く知られるようになった。1855年6月14日、カシアス侯爵はオノリオ・エルメト（1853年に首相に就任、1854年にパラナ侯爵に叙された）の内閣に戦争大臣として入閣した。2人は1831年以降親友であり、2人の深い友情は信頼と意見の共通に基づくものだった。パラナ侯爵は議会の与党勢力と保守党の勢力から強く反対されていた。彼は選挙制度の不備を正して、全ての政党に議会における代表を送る合理的な機会を与えるという口実で、内閣が弾圧と癒着を用いて選挙に介入できるようにする選挙制度改革を議会に通そうとした。サクアレマはこの改革の脅威を認識していた。すなわち、立法機関を弱体化して行政機関を強化することで、保守党（実際には全ての野党）を密かに傷つけることができた。
支持基盤を拡大すべく、パラナはサクアレマとの関係が少ないか全くない政治家を閣僚に任命した。カシアス自身はサクアレマだったが、歴史家のジェフリー・ニーデル（Jeffrey Needell）によると、カシアスは「何よりも軍人であった。帝国への個人的な忠義が最優先である。多くの人々と同じく、彼は抽象概念としての国王、並びにドン・ペドロ（ペドロ2世）自身への忠義を感じた」。ニーデルによると、彼は「国王に心から忠義を感じた人として、それほど政治家的ではなかった。彼は[...]保守党と一体感を抱くようになった。そのため、パラナはカシアスを任命して、伝統的な保守派をなだめつつパラナのより独立した政治立場に危害をきたさないようにした」。つまり、カシアスは全ての政党が同意できる閣僚の人選である。

### 第一次首相期

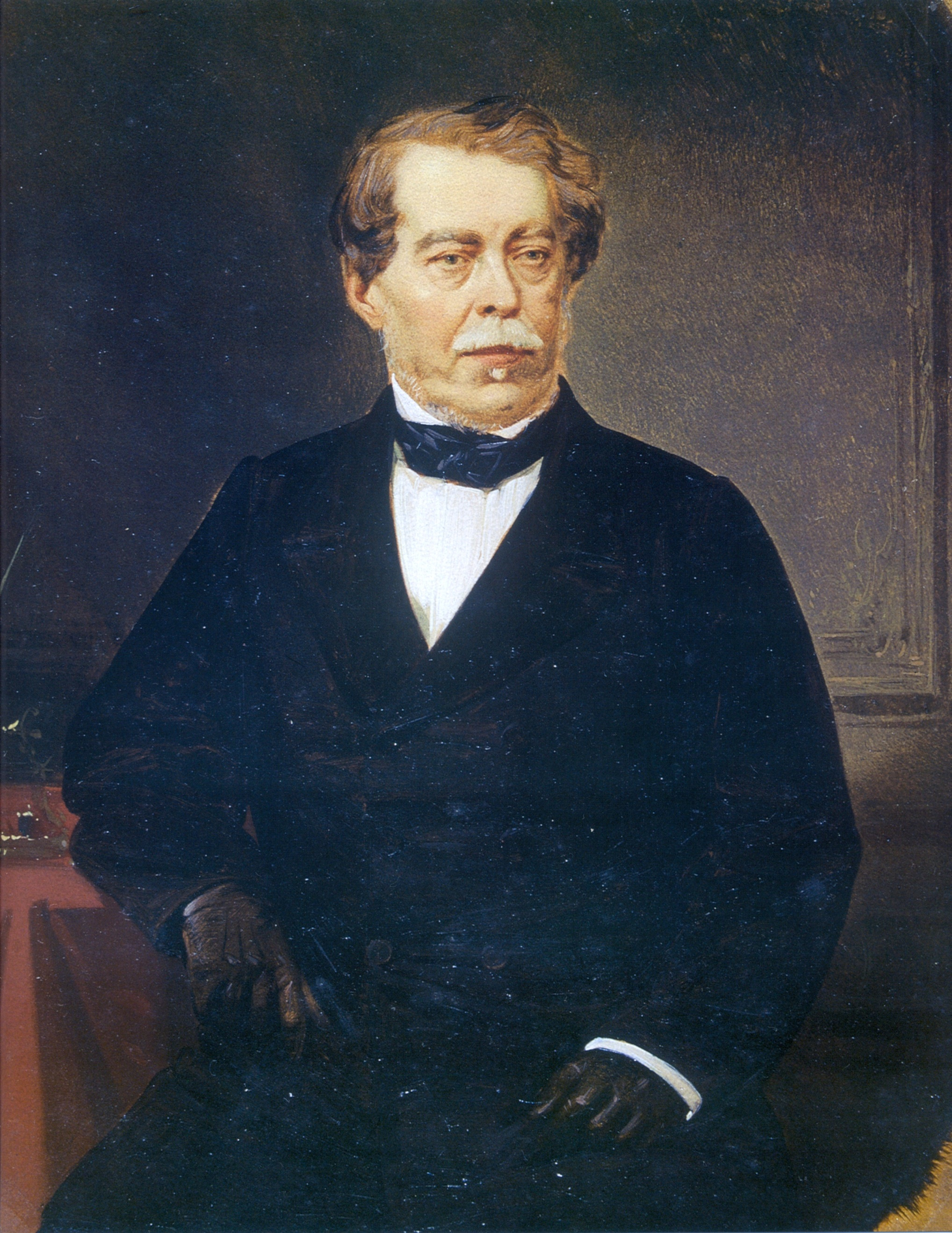
58歳頃のカシアス、1861年頃。

パラナはLei dos Círculos（「円法」）と呼ばれる選挙改革を通すことに成功した。大方の予想、そして恐れた通り、円法はブラジル閣僚評議会議長（首相）の選挙に介入する権限を増大させた。しかし、パラナは急病にかかり、1856年9月3日に急死した。カシアスが後任の首相に就任したが、改革後の選挙制度で選出され、任期が1857年に始まる議会を受け入れたくなかったため1857年5月4日に総辞職した。円法とそれに関する物議は保守党を二分させた。超保守派（または伝統派）のサクアレマ、そして中道保守派（conservador moderado）である。当時、サクアレマはヴェルメーリョス（vermelhos、「赤」）またはプリタノス（puritanos、「純粋派」）と呼ばれ、エウゼビオ・デ・ケイロス、ウルグアイ子爵、イタボライ子爵が指導者になっていた。一方、中道保守派は選挙制度改革のおかげで当選できたより若い政治家で構成された。
中道保守派は名目上で保守であるにすぎず、サクアレマの理念もその指導者も支持しなかった。1857年以降、超保守派と中道保守派の主導権争いにより、内閣が下院で多数からの支持を確保できずに倒れる事件が頻発した。ペドロ2世は1861年3月2日にカシアスを首相に任命した。カシアスはラプラタ戦争中、パラナの秘書を務めたときに閣僚の中にはラプラタ戦争中にジョゼ・マリア・ダ・シルヴァ・パラーニョス（後のリオ・ブランコ子爵）と知り合いになり、このときに彼を入閣させた。
カシアスはサクアレマの指導者からの支持を確保しようとした。しかし、サクアレマの指導者はカシアスを飾り物の首相にして、彼ら自身の目的を果たそうとした。これに関して、カシアスはパラーニョスに向けて「彼らの異様な行動について、あなたの言わんとしたことが分かった。彼らは要請を受けた国の統治を望まず、政府の統治を欲した。彼らは私を完全に誤解した。私は彼らの棒馬になるつもりなどない」とコメントした。結局、カシアス内閣も下院での過半数支持を失い、1862年5月24日に総辞職した。ペドロ2世は中道保守派と自由派が合流した新党の進歩連盟に組閣を命じた。そのわずか1か月後、カシアスの息子が一人14歳で死去した。また1862年12月2日には名誉昇進ながらブラジル軍の最高位にある元帥（marechal do exército）に昇進した。

## パラグアイ戦争

### ウルグアイアナ包囲戦

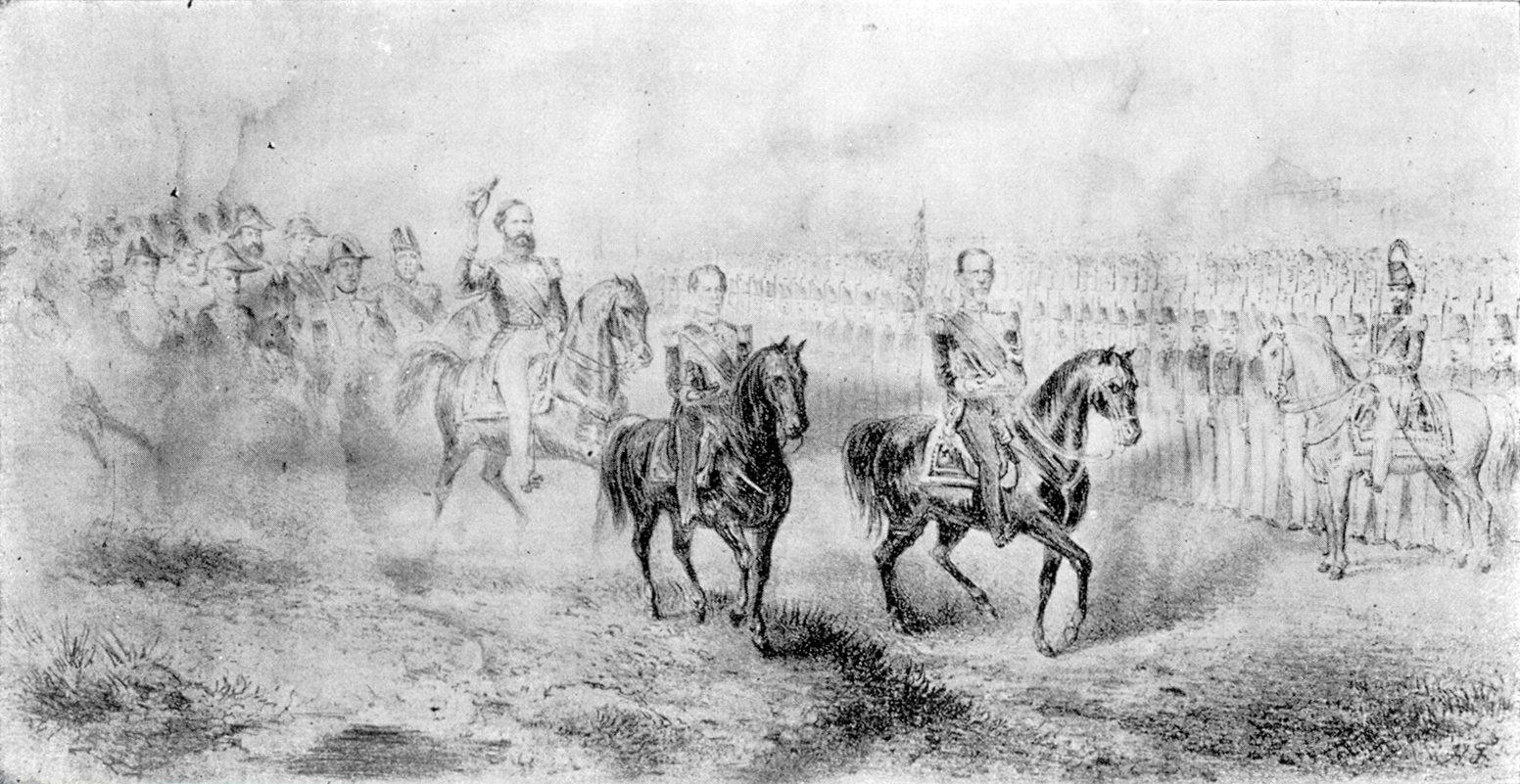
ペドロ2世（帽子を挙げている人）と2人の軍事副官。うち中央にいるのがカシアスである。この軍事パレードはパラグアイ戦争初期、ウルグアイアナ包囲戦の最中に行われたとされる。

1864年12月、パラグアイの独裁者フランシスコ・ソラーノ・ロペスはブラジルのウルグアイへの軍事介入に乗じて、パラグアイを地域大国の地位につかせようとした。パラグアイ陸軍はブラジルのマトグロッソ州に侵攻、パラグアイ戦争が勃発した。その4か月後、パラグアイ軍がアルゼンチンに侵攻、リオグランデ・ド・スル州への侵攻を準備した。
当時、リオグランデ・ド・スルの情勢は混乱を極め、現地の軍指揮官はパラグアイ軍に有効な手段を取れなかった。危機に気づいたペドロ2世は自ら前線に向かっててこ入れした。カシアスもペドロ2世の副官としてそれに従った。カシアス侯爵はすでに進歩連盟の内閣に対し、ブラジルはウルグアイへの介入の準備が整っておらず、外国からの侵攻の準備には更に準備していないと警告したが、警告は無視された。カシアスは友人でパラナ内閣の閣僚だったコテジペ男爵に対し、「私は今なされている誤りで狂いそうになっている。しかし、わが国では何でも進歩なので、私が「赤」（超保守派またはサクアレマ伝統派）であるという理由で耳を貸されない」とこぼした。
ペドロ2世一行は1865年7月にリオグランデ・ド・スルの州都ポルト・アレグレに到着した。一行はそこから内陸に進み、9月にウルグアイアナに到着した。ウルグアイアナはブラジル領だったがパラグアイ軍に占領され、ブラジル、アルゼンチン、ウルグアイの連合軍によって包囲されていた。パラグアイ軍はさらなる流血を避けて降伏、ペドロ2世やカシアス一行はリオデジャネイロに戻った。

### 総指揮官

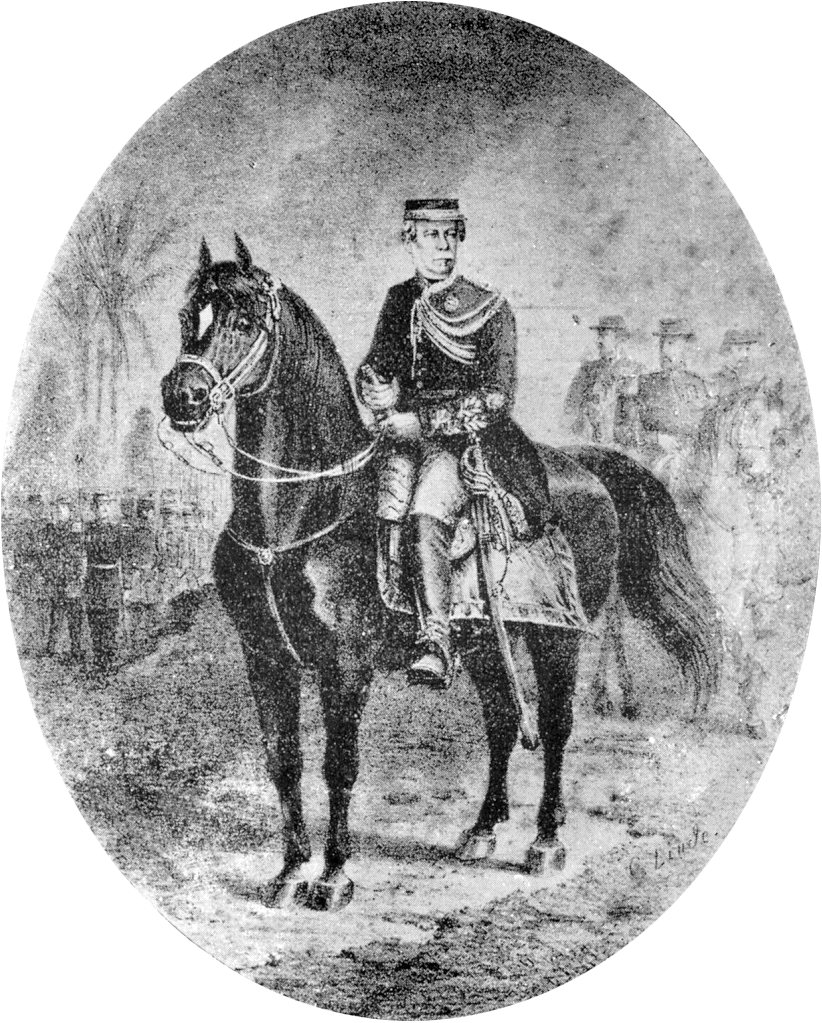
1866年頃のカシアス、パラグアイにて。ほかの肖像画と違い、簡素な軍服を着ている。

同盟軍は1866年4月に侵攻した。最初は成功したが、陸路ではウマイタ要塞に、水路ではパラグアイ川に止められた。進歩連盟内閣はパラグアイのブラジル軍の総指揮官を選ぼうとした。1月13日に（名誉昇進ではなく永久の）元帥になった63歳のカシアスに鉢が回り、内閣は1866年10月13日にカシアスを任命した。カシアスは妻に対し、任命を受け入れた理由は戦争が「皇帝から最も不幸な奴隷までほぼ全員に届いた邪悪」であることを述べた。
カシアスは11月18日にパラグアイに到着、戦争中の陸海軍総指揮官に就任した。彼はまず政府にジョアキン・マルケス・リスボン（進歩連盟の一員、後にタマンダレ侯爵）を解任させ、保守派のジョアキン・ジョゼ・イナシオ海軍中将（後にイニャウマ子爵）を海軍の指揮官に任命した。1866年10月から1867年7月、カシアスは全ての攻勢を停止して兵士に訓練を積ませ、新しい銃器を装備、士官の質を上げ、部隊の衛生を改善して疫病を収束させた。パラグアイ戦争に参加したアルフレド・デスクラニョーレ・トネー（フランス系ブラジル人、後にトネー子爵）は後にカシアスは「寛大な指揮官であり、小さなミスを許すが、重大な悪行を行ったか、彼の信任を裏切った者には容赦ない」と述懐した。
ブラジル軍が戦闘の準備を整えると、カシアスはウマイタを包囲して降伏を迫ろうとした。敵の戦列の情報を得るために観測気球まで使用した。ブラジル＝アルゼンチン＝ウルグアイ連合軍はパラグアイを進軍してウマイタを包囲、11月2日にはウマイタがパラグアイ軍の増援から切断された。1868年2月19日、ブラジルの装甲艦は猛烈な砲火の下、渡河に成功、パラグアイ川を完全に支配した（ウマイタ渡河戦）。これにより、ウマイタは水路からの補給も断たれた。

### デセンブラダ

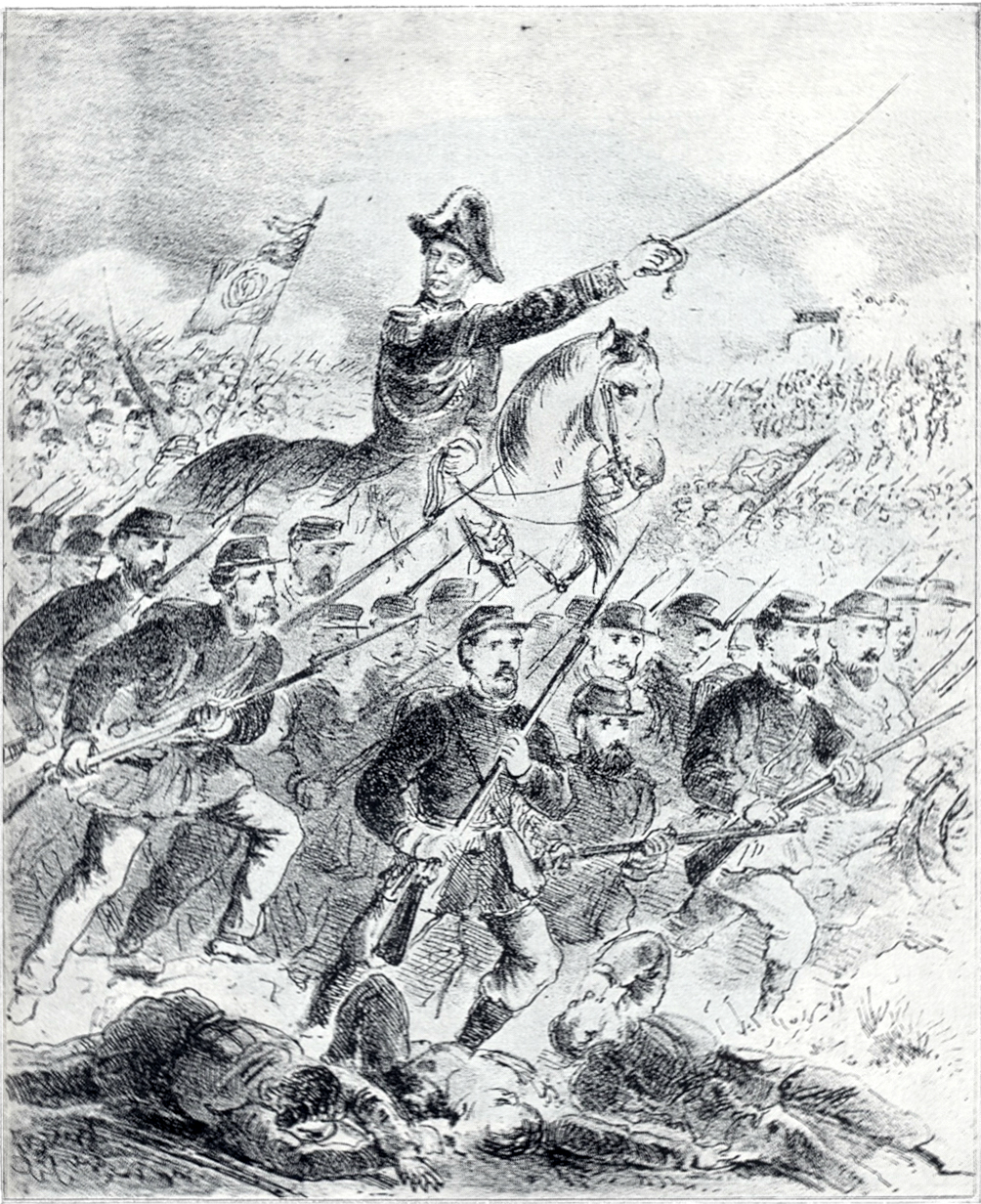
ブラジル軍を率いるカシアス。

同盟軍の総指揮官に就任したカシアス侯爵と与党の進歩連盟の関係悪化が続き、やがて政治危機に発展して内閣が倒れた。1868年7月16日、ペドロ2世はイタボライ率いる保守派に組閣を命じ、一方進歩連盟は自由党として再出発を図った。戦争のほうではロペスがウマイタ要塞からの全軍撤退に成功した後、同盟軍が7月25日にウマイタを占領した。
カシアス侯爵は優勢に乗じて、ロペスがパラグアイ首都アスンシオンの南のピキシリ川沿いで築いた新しい防御陣地への攻撃を仕掛けた。ピキシリ川が強固な防御陣地となっており、両側をパラグアイ川とチャコ地域の沼地の多い森（両方とも大軍による突破が困難）で守られているため、カシアスはロペスの防御線への正面攻撃をせず、チャコ地域を通る道路を築き、12月初に完成した。これにより同盟軍はパラグアイ軍の防御線を迂回して後ろから攻撃することができた。続く12月には同盟軍がイトロロの戦い、アバイの戦い、ロマス・バレンティナスの戦いで連勝してパラグアイ軍を殲滅した。この出来事は後にデセンブラダと呼ばれるになった。ロペスはわずかな手勢を連れて逃亡、ブラジル軍は1869年1月1日にアスンシオンを占領した。歴史家のロナウド・ヴァインファスによると、カシアスの「同盟軍を越える実績は疑いもなく敵に対する最終的な勝利に貢献した」。
カシアス侯爵はこれらの戦闘にあたって大きなリスクを背負っていた。例えば、12月5日のイトロロの戦いにおいて、同盟軍の目的はイトロロ川にかかっている橋の占領であったが、橋を渡る試みは数度にわたってパラグアイ軍からの激しい砲火で撃退された。最後の試みにおいて、ブラジル軍は恐慌して逃げ始めたが、カシアスは乗馬して剣を抜き、そのまま軍を率いて橋へ突撃した。彼は逃げる部隊をかいくぐって、「皇帝万歳」、「ブラジル万歳」、そして「真なるブラジル人よ、我に続け！」（Sigam-me os que forem brasileiros!）と叫びながら前進した。彼が勇気を示したことでブラジル兵士が撤退をやめて再び集結して攻撃を仕掛けた。カシアス自ら率いる攻撃でブラジル軍は今度こそパラグアイ軍の陣地を占領したのであった。この戦闘において、カシアスと並んで前進した数人が戦死、カシアスが乗った軍馬も死んだ。

### 戦後

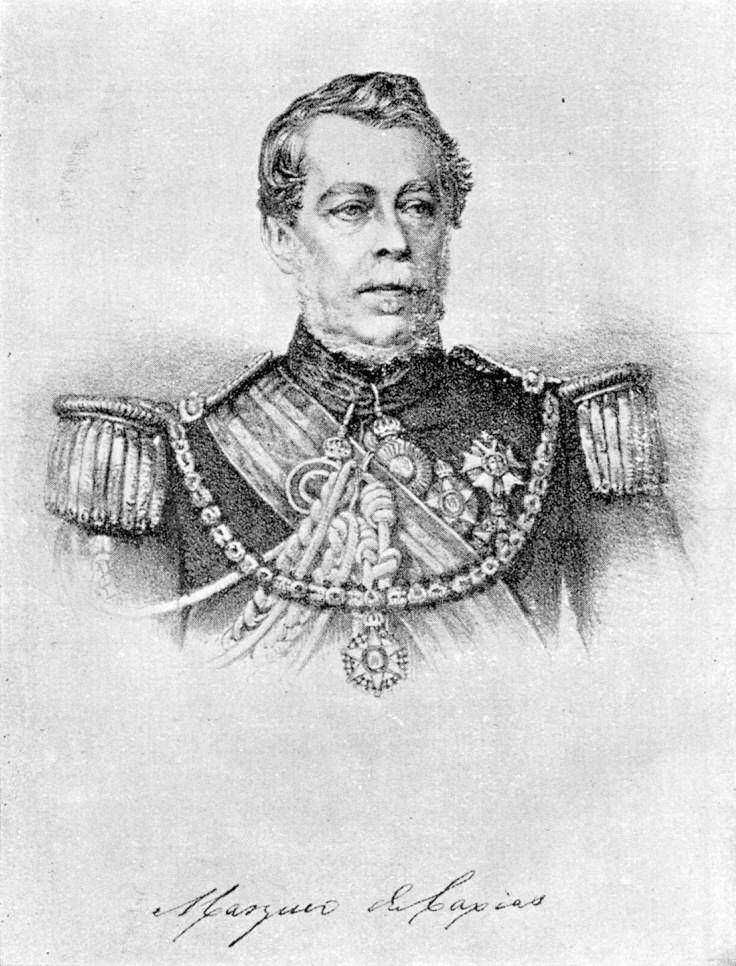
ばら勲章の首飾りをつけている66歳頃のカシアス、1869年頃。

アスンシオンまで着いた頃、カシアスは年老いており、病気を患っていた。カシアスにはロペスをパラグアイの後背地まで追う気力が残っておらず、彼は自身の解任か短期間の休暇を求めた。解任も休暇も拒否されたが、カシアスは臨時指揮官を任命すると、1869年1月19日にブラジルへ帰国した。ペドロ2世はカシアス侯爵が許可なく職務放棄したこと、戦争がすでに勝利に終わったことを宣言したことに怒りを感じた。というのも、ロペスは捕縛されたわけではなく、残り少ないながらも自軍を再集結させていたからであった。ロペスの脅威を完全に取り除くという目的はすでに成功に近かったが、カシアスの行動はそれまでの成果をふいにする恐れがあった。
2月初、カシアス侯爵は予告なしでリオデジャネイロの自宅に戻り、妻を驚かした。イニャウマ子爵も直後に自宅に戻ったが、彼の健康はすでに悪化しており、3月に病死した。イニャウマの死を知ると、カシアスは「もし私があの地獄から出ることを決めなかったら、私にも同じことが起こったのであろう」と述べた。ペドロ2世はカシアスに大きく失望したが、同時にカシアス侯爵が勝利の功労者であることには気づいていた。この功績はカシアス侯爵の長年の犠牲とその勇敢さによるものだった。ペドロ2世は1869年2月21日にカシアスをサン・クリストヴァン宮殿に呼びつけ、2人は和解した。
3月23日、ペドロ2世はカシアスにペドロ1世勲章を授与、同時に公爵に叙した。カシアスはペドロ2世が統治した58年間においてブラジルの公爵に叙された唯一の人物であり、歴史家のエイトル・リラによると、公爵に叙されたことは「カシアスに無限の名声を与えた」。また、それ以降、「ブラジルで『公爵』といえば、彼のことである。それはイギリスのジョージ4世時代、『公爵』といえばウェリントンを指すのと同じである」。1870年10月には国務委員会の委員に任命された。しかし、カシアスへの攻撃や疑い（許可なしに職務を放棄したことから、かなり細かいことまで）が止むことはなく、苦い思いをしたカシアス公爵は友人のエルヴァル侯爵に手紙を書き、「我が友人よ。私が若かった頃、年寄りが身勝手な理由を説明できなかった。しかし、こうして年老いると、私はその理由が年寄りのそれまで受けた失望と忘恩であることを理解した。少なくとも、これは私自身に起きたことだ」と述べた。

## 晩年

### 第二次首相期

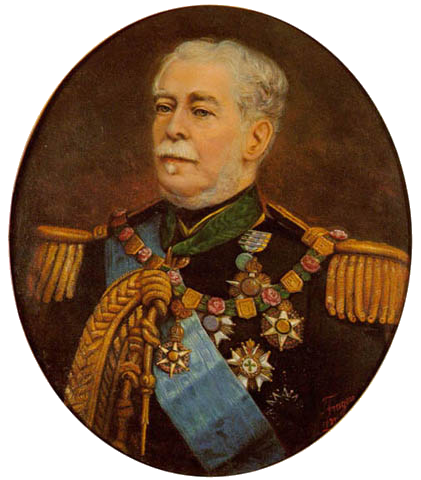
71歳のカシアス公爵、1875年。

1870年にリオ・ブランコ子爵に叙されたパラーニョスは1871年から1875年まで首相を務めた。リオ・ブランコ内閣は2度の危機で存続が危ぶまれ、王権の基礎さえも揺るがされた。1度目はカシアスも支持した1871年のリオ・ブランコ法についてである。リオ・ブランコ法は成立後に生まれた奴隷女性の子供が解放されることを定める法律である。この法案により保守党は支持と反対に二分された。反対者には保守党の政治、社会、経済における支持基盤となっているコーヒー農園の大地主が含まれている。
2度目の危機とは宗教問題のことであり、2人の司教が平修道士のうちフリーメイソン加入者を追放したことで政府と対立した事件であった。政府は追放取り消しを命じたが、司教たちが拒否したため起訴され、投獄されたことで事件がエスカレートしていった。カトリックが国教だったため、皇帝は教皇からの黙許を得て教会を支配した。すなわち、皇帝は聖職者への賃金支払い、司教の推薦と任命、教皇勅書の批准、神学校の監督など大きな権力を有していた。事件の処理に激怒したリオ・ブランコ内閣は総辞職、歴史家ロデリック・J・バルマンはリオ・ブランコ内閣が「4年間の任期を経て、分裂して疲れ果てた」と述べた。ペドロ2世はカシアス公爵に組閣を命じた。カシアス公爵は後にこの時の皇帝謁見について述懐した：
私が皇帝から召喚を受けて、馬車に入ってサン・クリストヴァン（宮殿）に向かおうとしたとき、私は確か受諾しないことを決めていました。しかし、彼は私を見るや抱擁してきて、首相の職を受諾しなければ帰さないと言いました。さらに、私が拒否した場合、彼は自由党を召喚して、私が結果への責任を持つと話して回ると言いました。これを言っていたときも抱きついたままでした。私は私の状況、年齢、虚弱さを指摘したが、彼は同意しませんでした。（抱擁から）解放されるためには振りほどくべきだったのですが、それは私にはできないことだった。彼が望むのならば受諾するが、私は仕事と労苦によって死に、故に首相を長く務めることはなく、彼は後悔するでしょうと言いました。しかし、彼は何も聞かず、私は私のできることだけをすべきであると述べた。さらに、私が彼を見捨てた場合、彼も私たちを見捨てて去るので、それをしてはいけないとも述べた。
1874年に妻が死去して寡夫になったカシアス公爵は首相就任時には72歳近く、健康も害しており、1875年6月25日に成立した内閣では飾り物の首相にしかなれなかった。実質的な首相はコテジペだった。カシアス＝コテジペ内閣はリオ・ブランコ内閣が作り出した不和を緩和しようとして、コーヒー農場主に資金援助を与え、起訴された司教に恩赦を与え、さらに奴隷制度を支持する保守派をなだめるために内閣改造と選挙を約束した。カシアス公爵はフリーメイソンでありながらカトリック信仰が篤かったが、彼はペドロ2世が恩赦を与えなければ辞任すると脅し、ペドロ2世は嫌々ながら1875年9月に恩赦を与えた。

### 死去

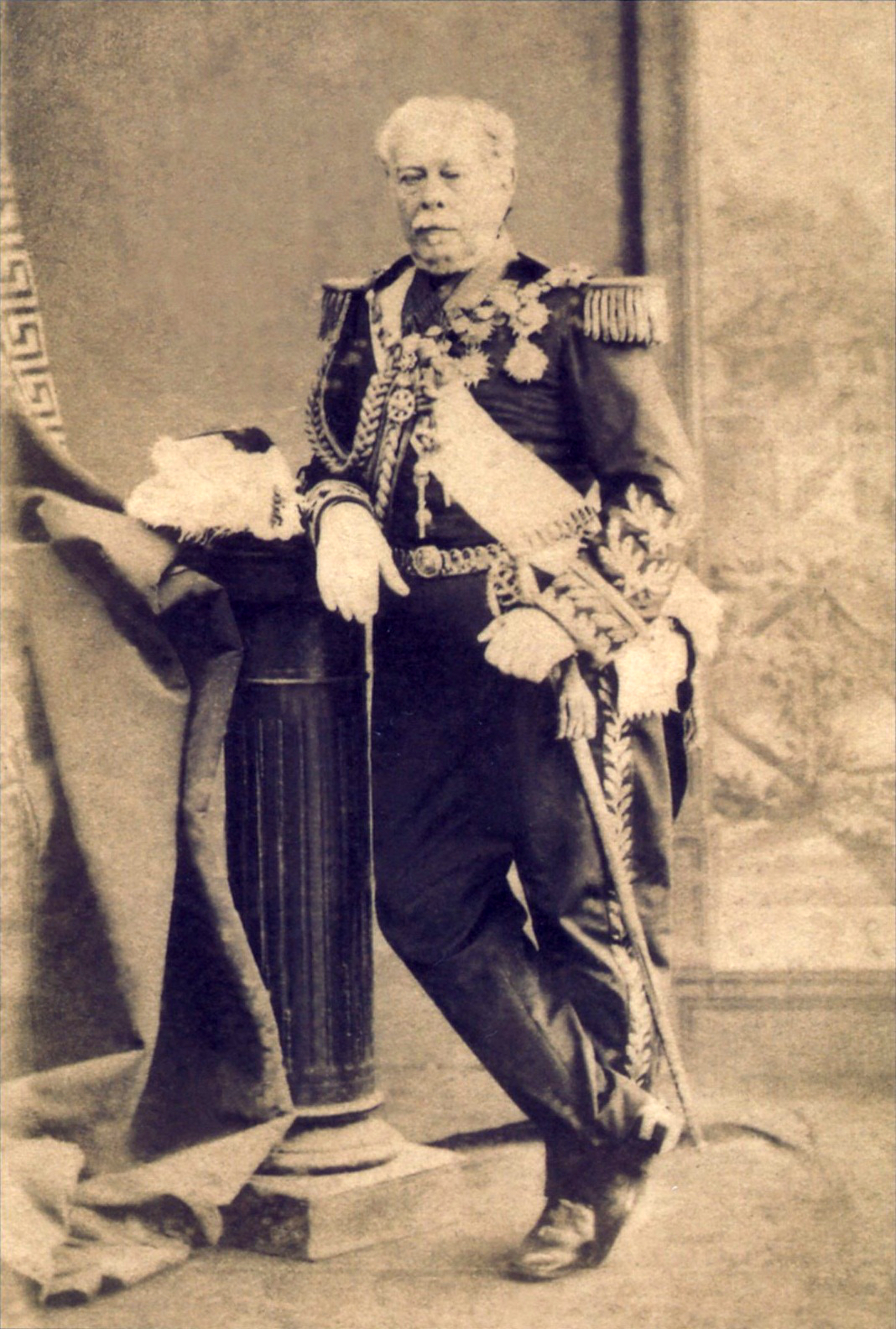
74歳頃のカシアス公爵、1877年頃。

この間にもカシアス公爵の健康は悪化を続け、1876年初より度々辞任を申し出ていた。カシアス公爵は健康問題だけでなく、孤立も感じており、すでに政治に関係のある役割を演じることができなくなった。彼は皇帝（と王権）が国の求心力を保つために必要であると考える旧世代の1人である。1877年末、ペドロ2世はカシアス公爵と面会、彼がもはや首相の職に留まれないことを確かめた。内閣は1878年1月1日に総辞職した。
政治を主導するようになった新しい政治家は1840年にペドロ2世が親政する前の時代を記憶している者が少なかった。以前の世代と違い、摂政期やペドロ2世の治世前期といった内外の危機の時代を経験したことがなく、安定した統治と繁栄しか経験したことがなかった。この若い政治家の世代は皇帝が国をまとめ上げるという有益な力をとしてみていない。時代の移り変わりは早く、カシアスもそれに気づいていた。彼は今や死去していたかつての保守党の同僚たちと過ごした時間を懐かしむようになり、政治の見通しにも悲観的だった。1830年代より政治家としての生涯をはじめた保守党指導者でほぼ最後まで生きたイタボライが1872年に死去すると、カシアス公爵は友人に手紙を書き、「誰が彼の代わりになるのか？私は知りません。私には見えない…彼が残した真空は満たされないでしょう。それはエウゼビオ、パラナ、ウルグアイ、マヌエル・フェリサルドなど、1831年4月7日に崩壊したかほぼ崩壊したこの小さな教会を維持した者たちも同じである」と述べた。
車椅子頼りの生活を過ごすようになったカシアス公爵は晩年をリオデジャネイロ近郊のヴァレンサ近くのサンタ・モニカ農場（Santa Mônica）で過ごした。1880年5月7日の午後11時、彼は家族に看取られて静かに死去した。カシアスの闘病生活中に数度訪れたペドロ2世はこの「半世紀近くの友」について、「1832年より彼を知り、尊敬してきた。彼は76歳、ほぼ77歳近くだった。そして我らがこの世界に残された。」と述懐した。カシアスは遺言で簡素な葬式を望んだ。彼は華麗な葬式も他人の招待も望まず、品行のよい兵士6人が彼の棺桶を持つことのみ所望したが、この遺言は果たされなかった。ペドロ2世は王族の葬式でのみ使われるキャリッジとその後を歩く皇帝家の召使い16人、伍長1人を送り、カシアスの棺桶を持つ品行のよい兵士の人数も6人ではなく13人だった。カシアスの葬式はペドロ2世も出席するなど長い行列をなし、カシアスの遺体はリオデジャネイロ市のサン・フランシスコ・デ・パウラ墓地（São Francisco de Paula）に埋葬された。

## 遺産

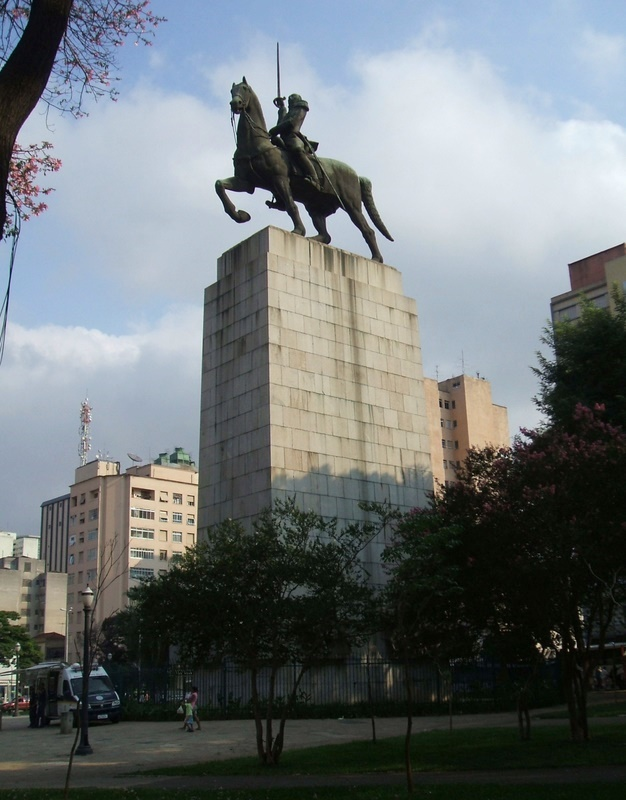
カシアス公爵の記念像、サンパウロ市にて。2009年撮影。

1880年に死去してから1920年代まで、カシアス公爵はブラジル史における最も重要な軍人とはみなされず、エルヴァル侯爵がそうみなされた。カシアス公爵はエルヴァルと比べて脇役的な位置に収まった。カシアス公爵の名声は徐々に高まり、1923年には陸軍大臣がカシアス公爵の記念日を制定した。1925年、カシアス公爵の誕生日がブラジル陸軍を記念する公式の「兵士の日」になった。1949年8月25日にはカシアス公爵夫婦がリオデジャネイロのカシアス公爵霊廟に改葬された。1962年3月13日、カシアス公爵はブラジル軍のパトロノ（patrono、守護者）に定められた。アドリアナ・バレト・デ・ソウザ、フランシスコ・ドラティオト、セウソ・カストロによると、1889年に建国したブラジル共和国は軍の不服従、反乱やクーデターに悩まされており、カシアス公爵が忠誠で従順な軍人で模範となれるため、カシアス公爵の名声がエルヴァル侯爵のそれを越えた。歴史家のトマス・ウィガムによると、「彼の名前は高潔な軍人、法律を全く破らない市民と同義になった。これがカシアス（caxias）という、疑いやごまかしなく規制を守る人々を指す語彙が生まれた理由である」という。
歴史叙述におけるカシアス公爵は高く評価され、歴史家の一部は彼をブラジル史上最高の軍人と評価したほどであった。歴史家のネウソン・ヴェルネック・ソドレにとって、カシアス公爵は「同時期の彼の大陸（南アメリカ）における最良の軍事指揮官だけでなく、偉大な政治家でもあった」。さらに、カシアス公爵は「ドン・ペドロ2世よりも帝国的だった」。フランシスコ・ドラティオトによると、カシアス公爵は「パラグアイで疑惑、高慢、憤りを感じ、ミスもした。かいつまんで言うと、人間味のある人物だった。[...]しかし、カシアスは自身の限界を越えて、多大な自己犠牲をして目標を達成する責任を自分に結び付けた。[...]この文脈において、カシアスは英雄である。彼は当時の社会と政治の偏見を有したが、過去に現在の価値を守ることは求められないだろう。」という。
ロデリック・J・バルマン（Roderick J. Barman）はカシアスが「保守党で極めて強力」なだけでなく、「国（ブラジル）の最もすぐれた」、「最も成功した軍人」であり、「政権に対する反乱を倒すことで自身の能力と忠誠を証明した」と述べた。C・H・ハーリング（C. H. Haring）はカシアス公爵が「すばらしい士官」で、「ブラジルの最も有名な軍人」であり、「国王に忠実であった」。トマス・ウィガムにとって、カシアス公爵は「ブラジルによる神格化においても高い位置を占有することを運命づけられている。彼は軍人としてふるまったほか、政治家としてふるまう必要がある場合も多く、[...]どちらの役割も抜け目なく果たした」。エリオ・ヴィアナ、エウヘニオ・ヴィリェナ・デ・モライス（Eugênio Vilhena de Morais）、ペドロ・カウモン、オタヴィオ・タルキニオ・デ・ソウザ、アントニオ・ダ・ロシャ・アルメイダ（Antônio da Rocha Almeida）、グスタヴォ・バロッソはカシアスを「ブラジルで最も偉大な軍人」と評価した。

## 家族
1833年1月6日、カシアスはパウロ・フェルナンデス・ヴィアナ（Paulo Fernandes Viana）とルイサ・ローサ・カルネイロ・ダ・コスタ（Luísa Rosa Carneiro da Costa）の間の娘アナ・ルイサ・デ・ロレト・カルネイロ・ヴィアナ（Ana Luísa de Loreto Carneiro Viana、1816–1874）と結婚した。アナ・ルイサの父は皇室顧問官（Conselheiro）であり、母はサン・サルバトル・デ・カンポス女男爵（Baroneza de São Salvador de Campos）の娘であった。カシアス夫妻は以下の1男2女を儲けた。
- ルイサ・デ・ロレト・ヴィアナ・デ・リマ（Luísa de Loreto Viana de Lima、1833–1902） - サンタ・モニカ男爵（Barão de Santa Mônica）フランシスコ・ニコラウ・カルネイロ・ノグエイラ・ダ・コスタ・エ・ガマ（ポルトガル語版）と結婚[245]
- アナ・デ・ロレト・ヴィアナ・デ・リマ（Ana de Loreto Viana de Lima、1836–1884） - ウルライ子爵（Visconde de Ururaí）マヌエル・カルネイロ・ダ・シルヴァ（ポルトガル語版）と結婚[246]
- ルイス・アルヴェス・デ・リマ・エ・シルヴァ（Luís Alves de Lima e Silva、1847–1862）

## 称号と栄典

カシアス公爵の紋章

### 爵位
- 1841年7月18日：カシアス男爵（グランジの特権なし）[116]
- 1845年3月25日：カシアス伯爵[14]
- 1852年6月26日：カシアス侯爵[247]
- 1869年3月23日：カシアス公爵[148][248]

### 名誉職
- ブラジル国家評議会議員[249]
- ブラジル歴史地理学院（英語版）会員[250]
- 最高軍事法務委員会委員[249]
- 皇帝のエイド＝ド＝カン（英語版）[151]
- 皇帝のヴェアドル（ポルトガル語版）[249]

### 勲章
- ブラジル南十字勲章（英語版）大十字騎士[249]
- ブラジルばら勲章（英語版）大十字騎士[249]
- ブラジルペドロ1世勲章（英語版）大十字騎士[249]
- ブラジル聖アヴィス勲章（英語版）大十字騎士[249]
- ポルトガルヴィラ・ヴィソサ無原罪懐胎勲章（英語版）大十字騎士[249]

### 軍事勲章
- 独立戦争勲章[249]
- ウルグアイ東方国軍勲章[249]
- ウルグアイアナ村を占領したパラグアイ軍の師団の降伏記念勲章[249]
- 勇敢勲章[249]
- パラグアイ戦争で従軍した陸軍、海軍、公務員への勲章[249]